# The Mills of the Gods (1909)
The Mills of the Gods is een Amerikaanse stomme en korte film uit 1909, onder regie van D.W. Griffith, met in de hoofdrollen Linda Arvidson, Arthur V. Johnson en Marion Leonard.

## Verhaal
Henry Woodson is een auteur die maar niet aan de bak komt. Zijn manuscripten worden door uitgevers steevast ongeopend teruggestuurd. Als er niet snel iets verandert vreest hij op straat gezet te worden door zijn hospita, op wiens dochter Nellie hij verliefd is. Hulda, de Zweedse meid, is op haar beurt verliefd op Henry en besluit hem te helpen. Ze schraapt al haar spaarcenten bijeen en smeekt de uitgever om Henry's afgewezen manuscript te aanvaarden in ruil voor het geld. De redacteur is verontwaardigd en weigert dit te doen, maar door haar oprechtheid stemt hij er wel mee in om het manuscipt te lezen. Hij is aangenaam verrast door het werk en stuurt Henry een checque met de mededeling dat hij ook zijn andere schrijfsels in overweging wil nemen. Henry denkt dat zijn geluk gekeerd is door toedoen van Nellie, totdat de redacteur hem vertelt over het bezoek van het Zweedse meisje. Alhoewel ze het uit liefde voor hem deed, kiest Henry toch voor Nellie. Daarop gaat Hulda teleurgesteld in op de avances van Ole, maar zijn toewijding aan haar wint uiteindelijk haar hart en doet haar de onverschilligheid van Henry vergeten.

## Rolverdeling
| Acteur             | Personage          |
| ------------------ | ------------------ |
| Arthur V. Johnson  | Henry Woodson      |
| Linda Arvidson     | Hulda - the Maid   |
| Marion Leonard     | Nellie             |
| John R. Cumpson    | Delivery Man       |
| William J. Butler  | In Editor's Office |
| Verner Clarges     | In Editor's Office |
| Owen Moore         | At Party           |
| Anthony O'Sullivan | At Party           |
| Frank Powell       | In Editor's Office |
| Mack Sennett       | At Party           |
| Henry B. Walthall  | At Party           |

## Trivia
- De film werd uitgebracht als split-reel[2] samen met de komische korte film Pranks (1909).[1]